# Debre Tabor Airport
Debre Tabor Airport är en flygplats i Etiopien. Den ligger i den norra delen av landet, 300 km norr om huvudstaden Addis Abeba. Debre Tabor Airport ligger 2 252 meter över havet.
Terrängen runt Debre Tabor Airport är kuperad. Runt Debre Tabor Airport är det ganska tätbefolkat, med 230 invånare per kvadratkilometer. Närmaste större samhälle är Debre Tabor, 13,1 km söder om Debre Tabor Airport. Omgivningarna runt Debre Tabor Airport är en mosaik av jordbruksmark och naturlig växtlighet.